# Pauline Konga
Pauline Konga (* 10. April 1970 in Baringo, Kenia) ist eine kenianische Langstreckenläuferin und Olympiazweite.
1992 nahm Konga an den Olympischen Sommerspielen in Barcelona teil. Vier Jahre später gewann sie bei den Olympischen Sommerspielen 1996 in Atlanta die Silbermedaille im 5000-Meter-Lauf hinter Wang Junxia (CHN) und vor Roberta Brunet (ITA).
Sie ist mit dem kenianischen Langstreckenläufer Paul Bitok verheiratet.